# Arcidiecéze lucemburská
Arcidiecéze lucemburská (latinsky Archidioecesis Luxemburgensis) je římskokatolická arcidiecéze, jejíž teritorium pokrývá celé území Lucemburského velkovévodství se sídlem ve městě Lucemburk a s katedrálou Notre Dame. Jejím současným arcibiskupem je Jean-Claude Hollerich.

## Stručná historie
Ihned po vzniku lucemburského státu v roce 1839 byl založen Apoštolský vikariát Lucembursko, jež vznikl oddělením z území belgické Diecéze Namur. Roku 1870 byla na jeho místě zřízena diecéze, povýšená v roce 1988 na arcidiecézi, která je bezprostředně podřízena Svatému Stolci a nemá žádné sufragánní diecéze.

### Sčítání návštěvnosti bohoslužeb
| rok                                                                   | populace | populace | populace | kněží  | kněží    | kněží   | kněží      | trvalí jáhnové | řeholníci | řeholníci | farnosti |
| rok                                                                   | pokřtění | celkem   | %        | celkem | diecézní | řeholní | počet křtů | trvalí jáhnové | muži      | ženy      | farnosti |
| --------------------------------------------------------------------- | -------- | -------- | -------- | ------ | -------- | ------- | ---------- | -------------- | --------- | --------- | -------- |
| 1950                                                                  | 289.500  | 291.000  | 99,5     | 601    | 501      | 100     | 481        |                | 220       | 1.800     | 267      |
| 1969                                                                  | 315.475  | 335.113  | 94,1     | 524    | 437      | 87      | 602        |                | 135       | 1.708     | 240      |
| 1980                                                                  | 344.100  | 362.211  | 95,0     | 457    | 359      | 98      | 752        |                | 132       | 1.251     | 274      |
| 1990                                                                  | 356.155  | 374.900  | 95,0     | 352    | 269      | 83      | 1.011      | 2              | 109       | 964       | 274      |
| 1999                                                                  | 372.800  | 423.700  | 88,0     | 286    | 205      | 81      | 1.303      | 7              | 99        | 706       | 275      |
| 2000                                                                  | 377.700  | 429.200  | 88,0     | 283    | 206      | 77      | 1.334      |                | 92        | 686       | 275      |
| 2001                                                                  | 378.000  | 435.700  | 86,8     | 279    | 207      | 72      | 1.354      | 7              | 85        | 650       | 275      |
| 2002                                                                  | 380.000  | 441.300  | 86,1     | 268    | 196      | 72      | 1.417      | 7              | 85        | 619       | 275      |
| 2003                                                                  | 382.000  | 441.300  | 86,6     | 255    | 187      | 68      | 1.498      | 7              | 81        | 595       | 275      |
| 2004                                                                  | 388.000  | 448.300  | 86,5     | 248    | 180      | 68      | 1.564      | 7              | 80        | 566       | 275      |
| 2013                                                                  | 411.000  | 537.000  | 76,5     | 205    | 148      | 57      | 2.004      | 6              | 68        | 371       | 275      |
| 2016                                                                  | 425.000  | 576.000  | 73,8     | 186    | 133      | 53      | 2.284      | 8              | 67        | 343       | 275      |
| 2019                                                                  | 439.280  | 602.005  | 73,0     | 178    | 123      | 55      | 2.467      | 15             | 70        | 297       | 275      |
| Zdroj: Catholic-Hierarchy, která přebírá údaje z Annuario Pontificio. |          |          |          |        |          |         |            |                |           |           |          |